# Gelasius von Cilia
Gelasius von Cilia (* um 1654; † 1721) war ein Augustiner-Chorherr im Augustiner-Chorherrenstift St. Mang in Stadtamhof, heute Stadtteil von Regensburg.
Er ist Autor der 1716 in Regensburg erschienen Tugendlehre für Mönche Itinerarium Novelli Religiosi Tendentis Per Semitas Justitiae Ad Deum.